# جاك آس ثلاثي الأبعاد
جاك آس ثلاثي الأبعاد (بالإنجليزية: Jackass 3D)‏ هو فيلم

## وصلات خارجية
- جاك آس ثلاثي الأبعاد على موقع IMDb (الإنجليزية)
- جاك آس ثلاثي الأبعاد على موقع ميتاكريتيك (الإنجليزية)
- جاك آس ثلاثي الأبعاد على موقع روتن توميتوز (الإنجليزية)
- جاك آس ثلاثي الأبعاد على موقع نتفليكس (الإنجليزية)
- جاك آس ثلاثي الأبعاد على موقع ألو سيني (الفرنسية)
- جاك آس ثلاثي الأبعاد على موقع Turner Classic Movies (الإنجليزية)
- جاك آس ثلاثي الأبعاد على موقع أول موفي (الإنجليزية)
- جاك آس ثلاثي الأبعاد على موقع بوكس أوفيس موجو (الإنجليزية)
- جاك آس ثلاثي الأبعاد على موقع فيلمافينيتي (الإسبانية)
- جاك آس ثلاثي الأبعاد على موقع قاعدة بيانات الأفلام السويدية (السويدية)